# Antiga Casa Consistorial de Riudellots de la Selva
L'Antiga Casa Consistorial de Riudellots de la Selva és una obra de Riudellots de la Selva (Selva) protegida com a bé cultural d'interès local.

## Descripció
Es tracta d'un edifici cantoner de tres plantes amb teulada a tres vessants. Exteriorment conserva alguna de les obertures originals, com la porta principal, amb llinda monolítica i la data 1630 inscrita, i diverses finestres de la planta noble. Destaca, sobretot, la finestra amb arc conopial (propi de finals de segle xvi o inicis del xvii) que dona al carrer Major. La porta d'arc rebaixat, d'aquesta mateixa façana, per accedir a la biblioteca és fruit d'una reforma del segle xix. La resta d'obertures són de factura moderna i foren reformades als anys 90 del segle xx.
De fet, el conjunt de l'edifici fou reformat considerablement en aquell moment. No s'han conservat plànols anteriors a les reformes i, per tant, no sabem quines han estat les alteracions que s'han produït. Abans la teulada era a dues vessants i actualment hi ha una coberta a tres vessants articulades entorn d'una claraboia. La biblioteca, amb sostre de volta catalana, és estança que ha conservat més la seva estructura original.

## Història
L'antiga Casa Consistorial de Riudellots de la Selva no fou inscrita en el registre de la propietat a nom de l'ajuntament fins al 1958. No es coneix cap escriptura anterior.
Aquest edifici ha tingut usos diversos al llarg de la història: Casa Consistorial, escola, local social per a joves, presó, dispensari, jutjat de pau, biblioteca, sala d'exposicions…
Fou l'any 1846 quan el primer pis de l'ajuntament es va començar a usar com escola de nens. Les nenes van començar a tenir escola l'any 1875 quan s'enllestí un nou pis damunt l'escola dels nens i al costat de casa la mestra. A principis dels anys 60 del segle xx l'escola es va traslladar a un nou edifici. Al llarg del curs 1988/1989, però, va tornar a fer funcions d'escola.